# Irrer Iwan
Irrer Iwan ist der Name eines U-Boot-Manövers, der von U-Boot-Fahrern der US-Navy geprägt wurde, um ein taktisches Manöver russischer oder sowjetischer U-Boote zu bezeichnen. Bei diesem Manöver wird in der Regel versucht, direkt nach einer Wende den tauben Sektor im Kielwasser – hinter dem Boot – abzuhören, um so mögliche Verfolger zu entdecken.

## Ablauf
Bei diesem Manöver, das sowjetische U-Boote auf Patrouille oft durchführten, fuhren die sowjetischen Kapitäne in gewissen zeitlichen Abständen ein seitliches Ausweichmanöver. Dabei werden häufig Kombinationen geometrischer Figuren wie Achten und Schlangenlinien mit und ohne Tiefenänderung gefahren. Nur selten besteht ein „Irrer Iwan“ aus nur einem Vollkreis (wie es gern in einschlägigen Medien dargestellt wird). Bei diesen Manövern wird nicht selten versucht, den Bereich direkt hinter dem Boot zu befahren, um durch die Gefahr einer Kollision das verfolgende Boot auf Distanz zu halten.
Eine andere Methode ist das Beschleunigen auf Höchstgeschwindigkeit, um einen vermuteten Verfolger ebenfalls zum Erhöhen der Geschwindigkeit zu verleiten. Die passiven Sonaranlagen des verfolgenden Bootes sind bei hoher Geschwindigkeit nahezu nutzlos.
Das davonfahrende Boot stoppt nach einigen Kilometern die Antriebsanlage und lauscht nach einem etwaigen Verfolger.
Für das verfolgende Boot ist es nun kaum möglich, das vor ihm treibende Boot zu lokalisieren.
Nicht selten wird daraufhin der Jäger zum Gejagten.

## Ursache des Manövers

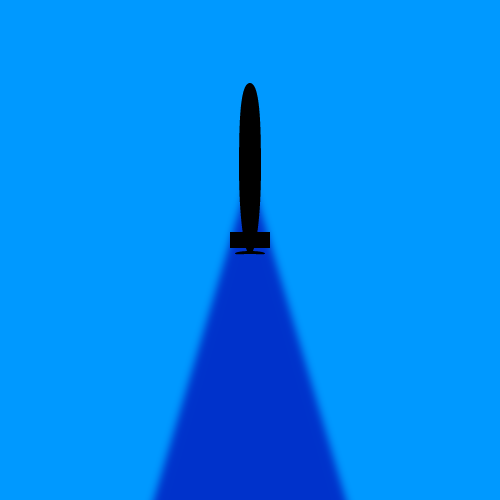
Tauber Sektor eines Boots

Der Sinn des Manövers lag in der Taktik US-amerikanischer Jagd-U-Boote, gegnerischen U-Booten extrem dicht in deren Kielwasser zu folgen, um so die Antriebsgeräusche des verfolgten Bootes auszunutzen. Aufgrund der Lage des Sonardoms im Bug des Schiffes und wegen der Schraubengeräusche im Heck des Schiffes entsteht hinter dem U-Boot ein tauber Bereich, der im passiven Sonar nicht abhörbar ist. Letztlich wollten Verfolger so der Entdeckung durch das passive Sonar entgehen.

## Wirksamkeit und Gefahren
Da das verfolgte Boot meist ein U-Boot mit ballistischen Raketen und somit fast immer größer als das verfolgende Jagd-U-Boot war, hatte es einen entsprechend größeren Wendekreis, sodass der Verfolger einen Vollkreis unter Umständen einfach mitfahren könnte. Ein großes Problem dieser Manöver ist die Kollisionsgefahr mit dem Verfolger, speziell wenn man versucht, sein eigenes Kielwasser zu befahren. Für das verfolgte Boot besteht bei einer Kollision die größere Gefahr, da es bei einer Beschädigung des Stevenrohrs zu einem unkontrollierten Wassereinbruch kommen kann, wohingegen der Bug des verfolgenden Bootes verschmerzbare Schäden am Bugsonar davonträgt.
Laut Berichten soll es durch solche Manöver selbst bis in die 1990er Jahre hinein noch zu Unterwasserkollisionen gekommen sein.

## Gegenmaßnahmen
Eine mögliche Gegenmaßnahme besteht im sofortigen Stopp der Maschinen und „Runterregeln“ des Kernreaktors des Verfolgerbootes (Rig for quiet), das dann allerdings noch eine Strecke („Bremsweg“) unkontrolliert weitertreibt, wobei es dem verfolgten Boot gefährlich nahe kommen kann. Alternativ kann versucht werden, sofern möglich, das Manöver „mitzumachen“.

## Notwendigkeit
U-Boote, die ein Schleppsonar verwenden, könnten eigentlich auf dieses Manöver verzichten, da das Schleppsonar den tauben Bereich abdeckt. Dies funktioniert jedoch nur bei relativ niedrigen Geschwindigkeiten bis ca. 7 Knoten.
Für U-Boote, die kein Schleppsonar verwenden, ist es eine der wenigen, wenn nicht die einzige Möglichkeit, potenzielle Verfolger aufzuspüren.
Auch amerikanische oder mit anderen Nationen assoziierte Boote (speziell strategische Raketen-U-Boote) führen solche Manöver durch, die bei nichtrussischen U-Booten dann meist „Angles and Dangles“ genannt werden. Allerdings wird auch das sogenannte Durchpendeln des Bootes in der US Navy so bezeichnet. Speziell vor dem ersten Abtauchen wird ein solches Manöver von allen U-Booten verwendet, um lose Gegenstände und offene Klappen zu entdecken, welche als Geräuschquelle die Position des Bootes verraten würden. So ist dieses typische Abwehrmanöver, dem Vernehmen nach, auch Teil des Perisher-Course der Royal Navy. Auf NATO-U-Booten werden fast immer Würfel verwendet, die bei amerikanischen U-Booten angeblich sogar zur offiziellen Grundausstattung gehören, um die Zufälligkeit von Zeitpunkt und Konfiguration dieses speziellen Manövers zu gewährleisten.

Objekte innerhalb des „tauben Sektors“ werden durch das Bordsonar eines U-Boots nicht entdeckt.

## Bekannte Fälle

### Verfolgung
Der ehemalige Kommandant der Lapon, Commander Chester Whitey Mack, dem es gelang, ein russisches Raketen-U-Boot der Yankee-Klasse einen Großteil von dessen Patrouillenfahrt auf die beschriebene Weise zu verfolgen, wird wie folgt zitiert: 

„Alle 90 Minuten änderte er den Kurs. Es waren weder 89 Minuten noch 91 Minuten, es waren also exakt 90 Minuten (genau diese berechenbare Regelmäßigkeit sollen die amerikanischen Würfel verhindern d. A.). Das war auch die längste Zeit, die ich während der ganzen Zeit schlafen konnte. Er ging hoch, wir gingen hoch; er ging runter, wir gingen runter. Und manchmal gingen wir ganz schön tief. Wir machten diesen lustigen alten Tanz, du weißt schon, zwei Sechstausend-Tonnen-Schiffe, die sich um sich herum drehen.“

### Kollision
Eine dieser Kollisionen ereignete sich am 20. Juni 1970: Nahe Kamtschatka im nördlichen Pazifik verursachte wahrscheinlich das US-amerikanische U-Boot Tautog der Sturgeon-Klasse einen solchen „Auffahrunfall“ mit dem sowjetischen U-Boot K-108 der Echo-II-Klasse nach einem 180°-Manöver. Die Tautog operierte vor der sowjetischen U-Boot-Basis in Petropawlowsk-Kamtschatski und versuchte wahrscheinlich die auslaufende K-108 zu verfolgen. Dabei scheint die Tautog in das Heck von K-108 geraten zu sein. Das amerikanische U-Boot suchte nach der Kollision schleunigst das Weite, wobei es angeblich Rumpfgeräusche aufnahm, die als möglicher Untergang des russischen Bootes interpretiert wurden. Als die Tautog dann in Pearl Harbor ankam, fand man ganze Stücke einer der Schrauben des sowjetischen U-Bootes in den Resten ihres Turms. 1992 wurde durch russische Marineoffiziere bekannt, dass auch die K-108 den Vorfall überstanden hatte und ihren Heimathafen ohne Verluste erreichen konnte, worüber man sich in Kreisen der amerikanischen Navy bis dahin anscheinend nicht im Klaren war.

## Medien
Der Irre Iwan wird auch in der U-Boot-Literatur benutzt, um Spannung zu erzeugen. So verwendete z. B. Tom Clancy das Manöver mehrmals in Jagd auf Roter Oktober. In der Darstellung im gleichnamigen Film wirkt das allerdings eher seltsam, weil die Roter Oktober auf der Heckflosse den bei sowjetischen U-Booten der dritten Generation vorkommenden stromlinienförmigen Behälter für das Schleppsonar des hydroakustischen Komplexes „SKAT“ trägt.
Ein Manöver mit ähnlichem Namen wurde in der ersten Folge der Scifi-Serie Firefly angewendet. Dort entzieht sich der Pilot Hoban „Wash“ Washburne einem Verfolger durch eine 180-Grad-Wende, was jedoch nicht der Zweck des "Irren Iwans" ist.